# Grandhotel (film)
Grandhotel je český film natočený v roce 2006 Davidem Ondříčkem. Film byl podpořen Státním fondem České republiky pro podporu a rozvoj české kinematografie.

## Obsazení
| Marek Taclík            | Fleischman                         |
| Klára Issová            | Ilja                               |
| Jaroslav Plesl          | Patka                              |
| Jaromír Dulava          | recepční Jégr                      |
| Ladislav Mrkvička       | Franz                              |
| Dita Zábranská          | Zuzana                             |
| Věra Havelková          | moderátorka počasí Helena Rákosová |
| Kryštof Mucha           | sportovní moderátor Milan Lisý     |
| Kamil Halbich           | doktor                             |
| Tatiana Vilhelmová      | zdravotní sestřička                |
| Igor Chmela             | barman                             |
| Jan Španbauer           | revizor                            |
| Ondřej Nerud            | zaměstnanec krematoria             |
| Jaroslav Rudiš          | německý turista                    |
| Matěj Hádek             |                                    |
| Zuzana Stivínová mladší |                                    |
| Oldřich Mach            |                                    |
| Ladislav Dušek          |                                    |